# Instinto Cómico
Instinto Cómico es un grupo de siete actores más el creador, director y guionista del programa, procedentes de las Islas Canarias (España), que actualmente graban En Otra Clave  , emitido por el canal autonómico Televisión Canaria.

## Historia
Inicialmente, sus cortos cómicos fueron reproducidos por TVE en Canarias, en un programa llamado Desde La Laguna, con humor, en el año 2002, y en los dos años siguientes, más de 60 espectáculos fueron grabados y emitidos por La 2 de TVE dentro del espacio La hora del humor.

## El programa
Instinto Cómico es un grupo de actores que surge a la sombra del programa Desde la Laguna , con humor, realizado y emitido por TVE en Canarias durante el verano del 2002. En los dos años siguientes, Instinto Cómico pone en escena más de 60 espectáculos de aproximadamente una hora de duración, y recorre más de 40 municipios en todas las islas del archipiélago canario. La mayor parte de estos espectáculos han sido grabados por TVE y emitidos por la segunda cadena dentro del programa la Hora del humor.
El éxito continuado del grupo le llevó a convertir dicho programa de televisión en el programa de producción canaria más visto del momento, alcanzando cotas de más de 145.000 espectadores de media cada domingo. Desde octubre del 2004, Instinto Cómico realiza un programa para la Televisión Canaria, cuyo título es, Instinto Cómico, En clave de Ja. Una propuesta ambiciosa que supone innovaciones técnicas con respecto al formato habitual de un programa de humor, pero cuyo principal objetivo es divertir al espectador.
Entre las novedades del programa se encuentra el jugar con la imagen, de modo que el espectador puede encontrar sus personajes habituales pero en los contextos más inverosímiles. Instinto Cómico ha renovado el éxito obtenido en el pasado con sus anteriores programas. Las propuestas de Instinto Cómico son parodias sobre la realidad más inmediata, en los que se busca la risa rápida y fácil. Algunos de los temas que parodian son el ejército, las sectas, la política, los funcionarios, la televisión, la guerra, la cultura, la religión, los niños, el mundo de la pareja, etc… 

### Reparto
- Eloísa González(La Guancha,Tenerife): presentadora del programa.Ella misma en los Sketchs.

- Chema Pantín (El Toscal, Santa Cruz de Tenerife): actualmente actúa como Arturito, el nieto de Panchita y Servando.

- Javier Peñapinto (Sta Cruz de Tenerife, Tenerife): actualmente actúa como Servando, el marido de Panchita.

- Lili Quintana (Teror, Gran Canaria): actualmente actúa como Chona, dueña de la Pensión Chona.

- Nieves Bravo (Breña Baja, La Palma): actualmente actúa como Panchita, la mujer de Servando y la abuela de Arturito.

- Yanely Hernández (Almatriche, Gran Canaria): actualmente como Chonita, la esposa de Ginés y Carmita, la fea.

- Matías Alonso (Gran Canaria):actualmente como Ginés hermano de Chona y marido de chonita.

- David García: Nuevos papeles, debido al fallecimiento de Mario.

- Juanka: (La Laguna, Tenerife) Actualmente actúa como Chano, psicólogo en paro y mejor amigo de Arturito.

### Audiencia
Respecto a la audiencia, el pasado día 15 de junio el programa hizo un récord personal: 225.000 personas lo vieron, registrando un 26,8% de cuota de pantalla, superando ampliamente los 210.000 televidentes conseguido el pasado 25 de mayo. En cuanto al "share", superó con creces el 25,8% del 1 de junio. Viendo esto, se puede afirmar que fue el segundo programa más visto en Canarias en su franja horaria, superado solamente por el último capítulo de la temporada de Aída.
En noviembre batió su récord de audiencia al registrar un 29,7% de cuota de pantalla, con una audiencia de 190.000 espectadores, la mejor cifra de 'share' en las cuatro temporadas de este formato en el canal autonómico[cita requerida].
El pasado mes de abril, En clave de Ja fue el programa líder de la emisión del día, superando en dato a otros formatos como la serie Aída de TeleCinco y la miniserie La piel azul de Antena 3. El programa logró un 22,2% de cuota de pantalla, con 173.000 espectadores. El repaso a los capítulos anteriores fue la segunda emisión más seguida del día en Canarias, con 158.000 televidentes y un 17,4% de 'share' medio.